# Плеве, Вячеслав Константинович

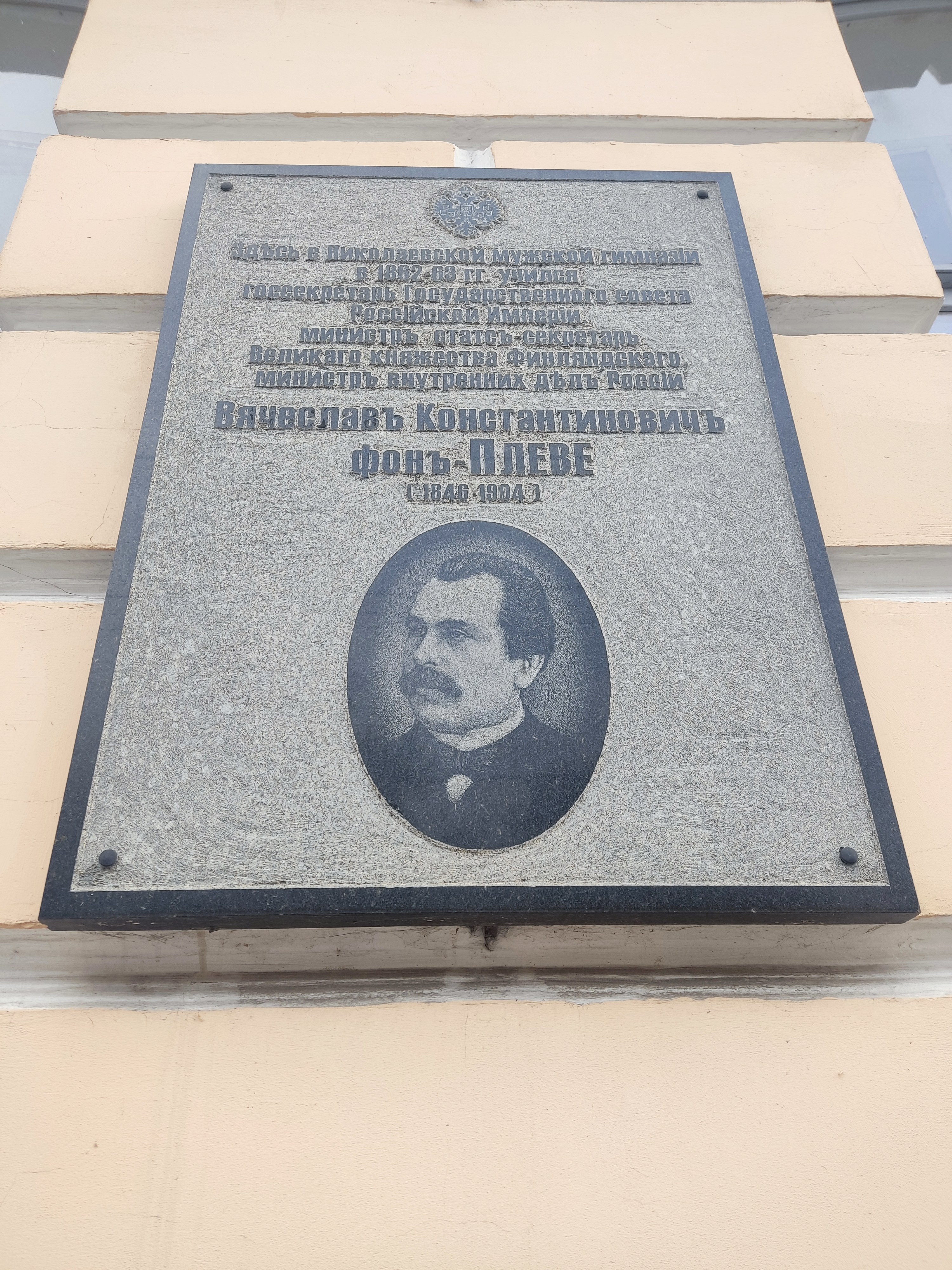
Мемориальная доска В. К. Плеве на здании Калужской Николаевской мужской гимназии (ныне — учебный корпус КГУ им. К. Э. Циолковского)

Вячесла́в Константи́нович фон Пле́ве (8 [20] апреля 1846, Мещовск, Калужская губерния — 15 [28] июля 1904, Санкт-Петербург) — российский государственный деятель. Сенатор (1884), статс-секретарь (1896), действительный тайный советник (1899), убит бомбой, брошенной в его карету эсером Егором Созоновым в Петербурге.

## Биография
Вячеслав был единственным сыном Константина Григорьевича Плеве (1810—1901) и учительницы Елизаветы Михайловны Шамаевой (1818—1893). Имел 300 десятин приобретённого от жены имения в Калужской губернии. Его дед по отцу происходил из немецкой дворянской семьи, мать — из калужских мелкопоместных дворян.
С 1851 года семья жила в Варшаве и до шестого класса Вячеслав Плеве учился в Варшавской гимназии.
В 1863 году, в связи с начавшимся польским восстанием, он был отправлен к родным в Калугу, где в местной гимназии завершил среднее образование с золотой медалью. Продолжил образование на юридическом факультете Московского университета, который окончил в 1867 году со степенью кандидата прав.
С 16 августа 1867 года был определён на службу кандидатом на судебные должности при прокуроре Московского окружного суда в чине коллежского секретаря и в течение последующих 14 лет служил по Министерству юстиции. Поочередно занимал должности товарища прокурора при владимирском и тульском окружных судах (с 1870), прокурора в Вологде (с 1873), товарища прокурора судебной палаты в Варшаве (с 1876).
В 1879 году назначен прокурором Петербургской судебной палаты. На этом посту он проявил себя во время расследования покушения, устроенного Степаном Халтуриным, и лично докладывал императору о ходе следствия. Император Александр II заметил Плеве, способного без бумаг около часа подробно и точно излагать дело, и указал на него министру внутренних дел графу Михаилу Лорис-Меликову.
В 1881 году, после убийства императора Александра II, был назначен директором Департамента государственной полиции;
12 апреля 1881 года был произведён в действительные статские советники. В мае 1881 принял участие в работе Комиссии по составлению Положения о государственной охране — оно разработало порядок введения в губерниях состояния усиленной и чрезвычайной охраны. При обоих режимах полномочия МВД значительно расширялись, а сами министр пользовался почти не ограниченными правами: запрещать публичные и подозрительные частные собрания, закрывать торгово-промышленные заведения и органы печати, проводить обыски и аресты, учреждать конвойной-полицейские команды и предавать дела в военные суды. Первоначально Положение вводилось 14 августа 1881 года как временное, на три года, однако его действие продлевалось и фактически продолжало действовать до Февральской революции 1917 года. Таким образом, будущий министр сам разрабатывал правовые нормы, которые позднее определяли условия его работы.
С 15 мая 1883 года — тайный советник.
Проводил энергичные и успешные действия по разгрому террористической организации «Народная воля». Поначалу Плеве своими качествами и результативностью работы произвел на нового императора Александра III и его окружение весьма благоприятное впечатление. Однако уже тогда он проявил беспринципность и умение угождать начальству. Им совместно с подполковником Георгием Судейкиным была разработана система тайной агентурной работы внутри революционных организаций, не знавшая подобных масштабов в России. На первых порах тактика приносила результат. 5 июня 1882 года Судейкин во время облавы арестовал в столице 120 членов «Народной воли». Во главе обезглавленного движения Судейкин планировал поставить своего агента Дегаева, однако революционеры разоблачили того. Дегаев, стремясь спасти свою жизнь, заманил Судейкина в засаду и убил его 16 декабря 1883 года. Отношение императора к руководству полиции изменилось.
В июле 1884 года Плеве был освобождён с должности директора Департамента полиции, однако с учётом заслуг в борьбе с «Народной волей» был назначен сенатором; присутствовал в 1-м департаменте Правительствующего сената.
11 января 1885 года занял пост товарища министра внутренних дел. С назначением И. Н. Дурново министром внутренних дел в 1889 году, по замечанию С. Ю. Витте, всю работу в министерстве продолжал вести Плеве.
В 1894 году назначен государственным секретарём и главноуправляющим кодификационной частью при Государственном совете. Принимал деятельное участие в работе законосовещательных органов и комиссий для пересмотра Устава о фабричной и заводской промышленности (1884), по поводу падения регулирования цен сельхозпродукции (1888), по составлению предположений об изменении Городового положения (1891), для пересмотра Устава о народного продовольствии (1893) по делам дворянского сословия, рассмотрению проекта нового уголовного уложения (1898 г.).
1 января 1899 года произведён в чин действительного тайного советника.
17 августа 1899 года назначен исправляющим должность министра — статс-секретаря Великого княжества Финляндского с оставлением в должности государственного секретаря; состоял председателем Комиссии для обсуждения вопросов об изменении учреждения Финляндского сената. Проводил энергичную политику русификации Финляндии, поддерживая генерал-губернатора Н. И. Бобрикова. При его деятельном участии был составлен новый Устав о воинской повинности в Финляндии, издан манифест о введении русского языка в делопроизводство Сената и административных учреждений края, усилено влияние генерал-губернатора на решение производящихся в местном Сенате дел.

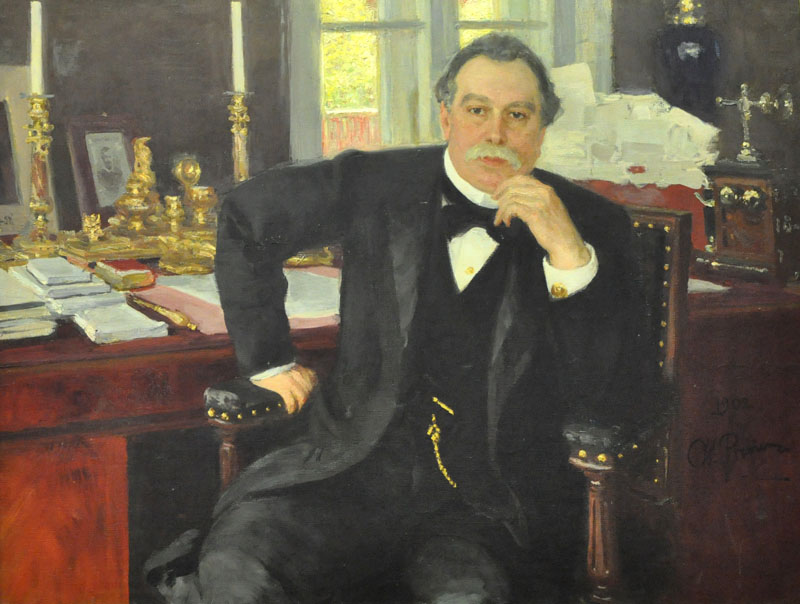
В. К. фон Плеве. Портрет работы И. Е. Репина. 1902. Национальный художественный музей Республики Беларусь (Минск)

4 апреля 1902 года, после убийства Дмитрия Сипягина, назначен министром внутренних дел и шефом Корпуса жандармов. В этой должности последовательно проводил жёсткую политику в отношении оппозиционных и революционных движений. При нём подавлены крестьянские выступления в Полтавской и Харьковской губерниях. 30 мая 1902 года по докладу Плеве состоялось «Высочайшее повеление о прекращении в 1902 году собирания земствами двенадцати губерний статистических сведений и о применении этой меры в отдельных сельских местностях остальных земских губерний по усмотрению губернаторов». Им были приняты меры к ограничению деятельности местных комитетов о нуждах сельскохозяйственной промышленности; в ноябре того же 1902 года по его распоряжению закрыт Воронежский уездный комитет, «…за резкость суждений его членов»; некоторые из них подверглись административным взысканиям. В 1903 году были подвергнуты административной ревизии земские учреждения Московской, Вятской, Курской и Тверской губерний. Высочайшим повелением 8 января 1904 года предоставлены министру внутренних дел и тверскому губернатору чрезвычайные полномочия в отношении Тверского губернского и Новоторжского уездного земств. Стесняя деятельность земств, в особенности губернских, Плеве являлся горячим поборником усиления губернаторской власти.
Добился учреждения Уездной полицейской стражи (1903 г). для обеспечения полицейских сил на местах.
Состоял членом первой монархической организации в России — Русского собрания, которую сам чуть было не закрыл по доносу.
Плеве понимал недостаточность репрессивных мер в борьбе с растущим недовольством и беспорядками, но изданный при его ближайшем участии манифест 26 февраля 1903 года не имел практических последствий, кроме отмены круговой поруки (в крестьянской среде). В мае 1903 года учреждён институт уездной полицейской стражи, заменившей сельскую полицию. Приоритетным направлением внутренней политики правительства Плеве считал решение аграрного вопроса. Выдвинул программу государственной поддержки производителей хлеба, которая включала создание сети элеваторов, введение государственного контроля над железнодорожными тарифами. Содействовал проведению мер по поддержке общинного землевладения (закон 1893 о неотчуждаемости крестьянских надельных земель). В 1902 активизировал работу Редакционной комиссии по пересмотру законоположений о крестьянах при МВД, которую превратил в центр подготовки аграрной реформы, альтернативный Особому совещанию о нуждах сельскохозяйственной промышленности С. Ю. Витте. Привлёк к обсуждению реформы местную общественность (губернские совещания по пересмотру законодательства о крестьянах). Для укрепления общины Плеве и его сотрудники (В. Гурко, А. И. Лыкошин) признали необходимым облегчить выход из общины беднейшим крестьянам (при условии их отказа от прав на свои наделы, которые оставались бы в фонде общинной земли) и наиболее зажиточным общинникам с их последующим переходом к хуторскому и отрубному землевладению. Плеве считал поземельные споры причиной многих аграрных беспорядков и придавал большое значение разработке правил об отграничении крестьянских наделов от других форм землевладения, а также о разверстании чересполосных угодий и разделе общих с помещиками лугов и выгонов.
Первым предложил использовать переселенчество в качестве способа решения аграрного вопроса (один из авторов закона о переселении 1889). Инициатор подготовки Временных правил о переселении 1904 года, которые установили систему льгот и поощрений для крестьян, переселявшихся в местности, «заселение коих вызывается видами правительства», а также впервые разрешили самовольные переселения.
Активный участник Особого совещания по делам дворянского сословия (1897—1901). Выступал за сословную консолидацию дворянства, а также противодействовал проектам возможного пополнения его рядов выходцами из других социальных слоёв, не связанными с землевладением — основой дворянского сословия. Высказывался за помощь среднепоместному дворянству, которое считал главной опорой государственной власти в деревне.
В то же время Плеве первоначально дал добро начальнику московского охранного отделения А. А. Лопухину на проведение эксперимента С. В. Зубатова с «полицейским социализмом», а самого Зубатова поставил во главе Особого отдела. Однако уже в августе 1903 году Плеве вступил в конфликт с Зубатовым из-за деятельности Еврейской независимой рабочей партии, зубатовской организации, оказавшейся причастной к организации стачки в Одессе, распространившейся на весь Юг России и парализовала жизнь двух десятков индустриальных городов и крупных морских портов страны. Зубатов был вынужден уйти в отставку.
Академик Иван Янжул отмечал: «Он много читал, наблюдал и думал и, к моему большому удовольствию, оказался очень начитанным в произведениях… Салтыкова-Щедрина». П. А. Зайончковский на основании многочисленных отызвов констатировал: «Ум, энергия, деловые качества Плеве, его лошадиная работоспособность весьма положительно оценивались современниками. Однако вместе с тем человек этот был крайне честолюбивый, типичный чиновник, лишенный твердых взглядов и убеждений».
Назначение и деятельность министром внутренних дел Плеве не устраивали ни императорское окружение, ни консервативную элиту, ни либеральную общественность, ни тем более революционеров. Его фамилия стала предметом довольно злых каламбуров и всевозможных насмешек: «Плевое министерство», «плевый проект», сторонников министра называли «плевками», а его высказывания и акции «плевела».
По воспоминаниям графа Сергея Витте, бывшего политическим соперником Плеве, последний якобы говорил о русско-японской войне: «Нам нужна маленькая победоносная война, чтобы удержать Россию от революции». Впервые эта приписываемая Плеве фраза была опубликована в книге «Исход российской революции 1905 года и правительство Носаря», вышедшей под псевдонимом А. Морской (псевдоним В. И. фон Штейна), содержавшей критику Плеве и рекламу Витте. Современники считали эту книгу инспирированной или даже написанной самим Витте. Затем та же фраза появилась в посмертно изданных воспоминаниях графа Витте.
За службу награждён рядом российских орденов, Святого Станислава I-й степени, Святой Анны II-й I-й степеней, Святого Владимира III-й и II-й степеней, Белого орла и орденом Святого Александра Невского включительно.

## Убийство
15 (28) июля 1904 года в Петербурге, на Измайловском проспекте, близ Варшавского вокзала, был убит эсером, студентом Егором Созоновым, бросившим бомбу в его карету.

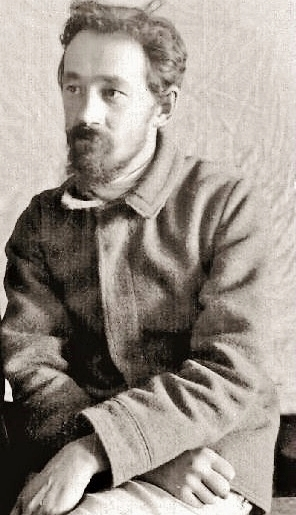
Егор Сергеевич Созонов — эсер, убийца В. К. Плеве, на каторге.

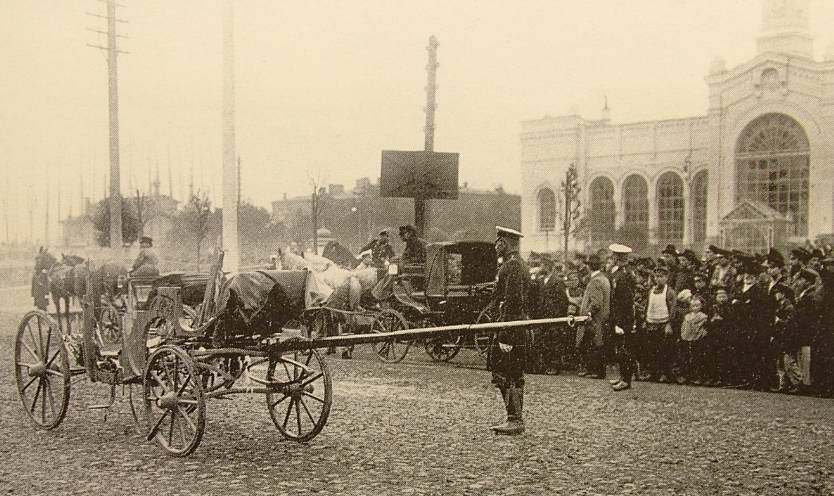
Площадь у Варшавского вокзала. Остатки кареты министра. Фотография Карла Карловича Буллы

Поводом для убийства послужили еврейские погромы в Кишинёве в апреле 1903 года. Событиями тех дней воспользовались все революционные партии России, возложив вину на министра Плеве. Известно его письмо к одному из основоположников сионизма доктору Герцлю, где он утверждал, что сионизм, ставящий целью объединение всего еврейства в России, антагонистичен «общему патриотическому чувству». Организацией убийства занималась Боевая организация эсеров, считавшая террор единственным эффективным методом борьбы. Операция, которой руководил Евно Азеф, получила название «Поход на Плеве». План заключался в следующем: изучить маршруты еженедельных поездок министра в Царское село для докладов Николаю II и затем послать группу боевиков в заранее определённое место. Азеф лично подобрал кандидатов и назначил руководителем и координатором связи Бориса Савинкова. Покушение решили осуществить 18 марта 1904 года. Но операция сорвалась: заподозрив за собой слежку, Давид Боришанский не бросил бомбу, хотя находился в отличной для этого позиции. Следующую попытку назначили на 24 марта. На маршрут следования вышли Алексей Покотилов и Боришанский, лично пожелавший реабилитироваться в глазах товарищей по партии. Однако в этот день экипаж с В. К. Плеве проследовал по иному маршруту. Следующее покушение было назначено на 1 апреля, но Алексей Покотилов в ночь на день покушения погиб в гостинице «Северная» от разорвавшейся в его руках бомбы. Полиция начала расследование. Все участники группы Савинкова спешно покинули Санкт-Петербург. Покушение отодвинулось на неопределённый срок.

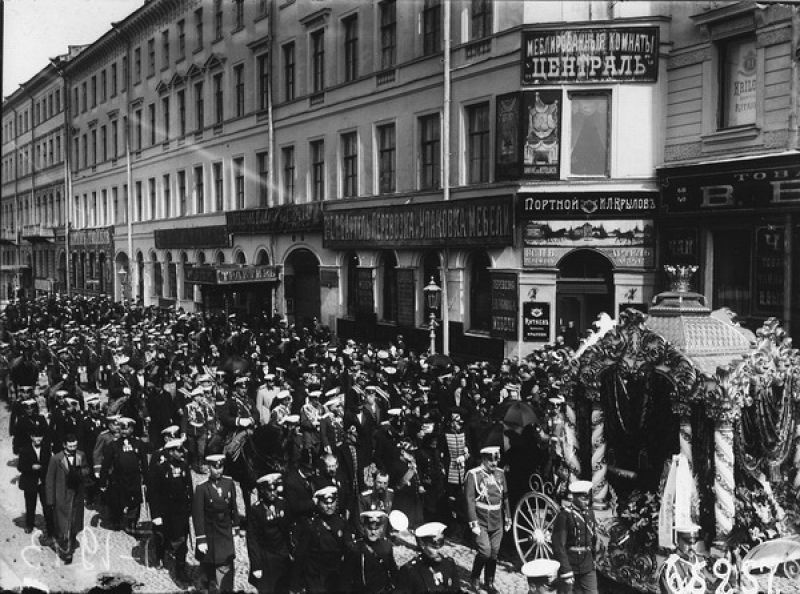
Похороны министра внутренних дел В. К. Плеве. 1904 г.

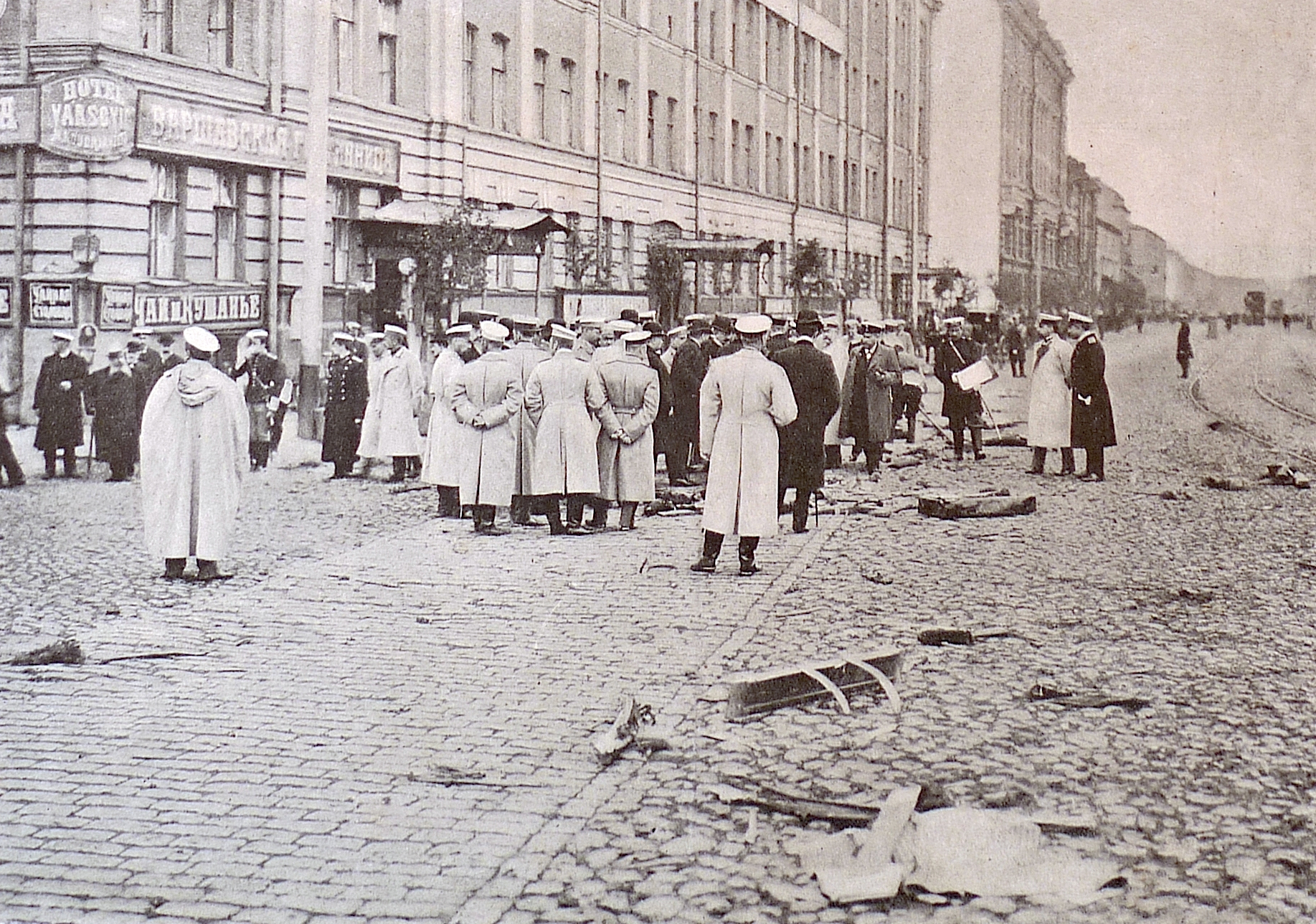
Следственная комиссия с министром юстиции Николаем Валериановичем Муравьёвым на месте убийства В. К. Плеве

В связи с этим Евно Азеф собрал всех в Швейцарии, и, первым делом изгнав из партии тех, кого посчитал трусами, вынес выговор Савинкову и потребовал от ЦК пополнения кассы «боевой организации». Следующее покушение было назначено на 15 (28) июля. Первым шёл с бомбой Боришанский, который должен был пропустить карету Плеве мимо себя. За ним следовал Егор Созонов — основной метальщик. За ним следовали Иван Каляев и Шимель-Лейба Сикорский, которые должны были осуществить покушение в случае промаха Созонова. А в случае, если карета повернёт назад, дело должен был довершить Боришанский. При виде кареты Созонов сошёл с тротуара и кинул в неё бомбу. Плеве был убит, а Созонов получил тяжёлое ранение и был схвачен.
Позже, вылечившись в тюрьме от увечий, полученных при покушении, Созонов написал в своих мемуарах, что он в этот день молился, чтобы жертва не осталась в живых.
Император Николай II и его супруга Александра Федоровна прислали вдове министра внутренних дел Зинаиде Николаевне Плеве телеграмму следующего содержания: «Словами утешать трудно, но верьте чувствами Нашего искреннего соболезнования вашему тяжёлому и неожиданному горю. Да подкрепит Господь вас и семью вашу в ниспосланном Им испытании. АЛЕКСАНДРА. НИКОЛАЙ.».
Кроме этого слова соболезнования передала вдовствующая императрица Мария Федоровна: «Поражена известием о злодейском преступлении и об ужасном несчастьи, так жестоко вас поразившей. От всего сердца выражаю Моё искреннее участие вашему глубокому горю. МАРИЯ».
В то же время в большинстве российская общественность отнеслась к смерти Плеве равнодушно. Кадет В. П. Обнинский констатировал: «Убийства министров внутренних дел Сипягина и Плеве произвели странное впечатление на петербургское население. Оно положительно, хотя и молча, одобряло эти ужасные акты». Л. Тихомиров писал в дневнике: «О самом Плеве я не слыхал ни одного слова сожаления. Никому не сделал добра. Всем надоел».
Похоронен в Санкт-Петербурге на Новодевичьем кладбище в родовой усыпальнице; могила считалась утраченной. В действительности точное расположение могилы было указано в справочнике «Весь Петербург», изданном в 1914 году. В 2018 году могила была реконструирована, на месте захоронения был поставлен памятник.

## Награды
Российские:
- Орден Святой Анны 2-й степени (01.01.1876),
- Орден Святого Владимира 3-й степени (01.01.1879),
- Орден Святого Станислава 1-й степени (30.08.1881),
- Орден Святой Анны 1-й степени (06.05.1884),
- Орден Святого Владимира 2-й степени (01.01.1887),
- Орден Белого орла (09.04.1889),
- Орден Святого Александра Невского (21.04.1891),
- Бронзовая медаль за труды по 1-й Всеобщей переписи населения Российской империи (22.02.1897),
- Бриллиантовые знаки к ордену Святого Александра Невского (01.01.1902).

Иностранные:
- Черногорский орден князя Даниила I 1-й степени (1883),
- Крест с частицей Животворящего Древа от патриарха Иерусалимского (1901),
- Французский орден Почётного легиона, большой крест (1902),
- Итальянский орден Святых Маврикия и Лазаря, большой крест (1902).

## Семья
Был женат на Зинаиде Николаевне Ужумецкой-Грицевич (?—1921). Их дети:
- Николай (1871 — после 1929), товарищ министра внутренних дел, сенатор, член Государственного совета.
- Елизавета, замужем за сенатором Н. И. Вуйчичем. В эмиграции в США.

## Образ в кино
- Анатолий Кузнецов («Раскол», Россия, 1993).
- Николай Ерёменко («Империя под ударом», Россия, 2000).
- Николай Трифилов (Богатство, Россия, 2004)
- Владимир Козлов (Столыпин… Невыученные уроки, Россия, 2006)